# Míšovice
Míšovice (německy Nispitz) je vesnice, část obce Hostěradice v okrese Znojmo. Nachází se asi 2 km na sever od Hostěradic. Prochází zde silnice II/413. Je zde evidováno 96 adres. Trvale zde žije 285 obyvatel. Míšovice jsou urbanisticky srostlé s Hostěradicemi.
Míšovice je také název katastrálního území o rozloze 9,19 km2.